# Chalksounds
Chalksounds var ett svenskt skivbolag, grundat i Umeå 1997.
Till en början var bandet ett independentskivbolag och utgav primärt vinylsinglar i begränsade utgåvor, bl.a. med Him Kerosene. 2000 inleddes ett samarbete med Border Music som gav Chalksounds möjlighet att distribuera sin musik nationellt. I och med detta började bolaget ge ut fullängdsskivor, parallellt med vinylsingelutgåvorna.
Bolaget upphörde att existera 2005 när man gick samman med Nomethod Records.

## Artister (urval)
- Him Kerosene
- Isolation Years
- Kevlar
- Soviac

### Fotnoter
1. 1 2  ”Chalksounds”. Discogs.com. http://www.discogs.com/label/Chalksounds. Läst 3 mars 2012.
2. ↑  ”Chalksounds”. Myspace. http://www.myspace.com/chalksounds. Läst 3 mars 2012.